# All In (Lifehouse)
All In is een nummer van de Amerikaanse rockband Lifehouse uit 2010. Het is de tweede single van hun vijfde studioalbum Smoke & Mirrors.
"All In" gaat over het moment dat zanger Jason Wade na een scheiding dat hij weer terugkomt bij zijn vriendin en zeker weet dat hij er helemaal voor gaat. Het nummer werd enkel in Nederland een bescheiden hitje. Het haalde de 21e positie in de Nederlandse Top 40.